# Astrocaryum murumuru
Astrocaryum murumuru, conocida como murumuru, chontaloro, chechana, huilango, huicungo, u orocorí, es una palmera de la familia Arecaceae, nativa de la Amazonia, que da frutos comestibles.

## Descripción
Alcanza 10 a 12 m de altura. El tronco es solitario, grueso y presenta una corona tupida en forma de volante. Cada hoja puede tener hasta 8 m de longitud. El tallo, las hojas y los tallos de los frutos están cubiertos de espinas duras y negras que pueden alcanzar más de 20 cm de longitud. Cuando la fruta está madura, la inflorescencia (racimo de flores) cae al suelo. La fruta contiene una pulpa amarilla. La cáscara dura de la semilla solo se puede separar del grano cuando está seca.

## Usos

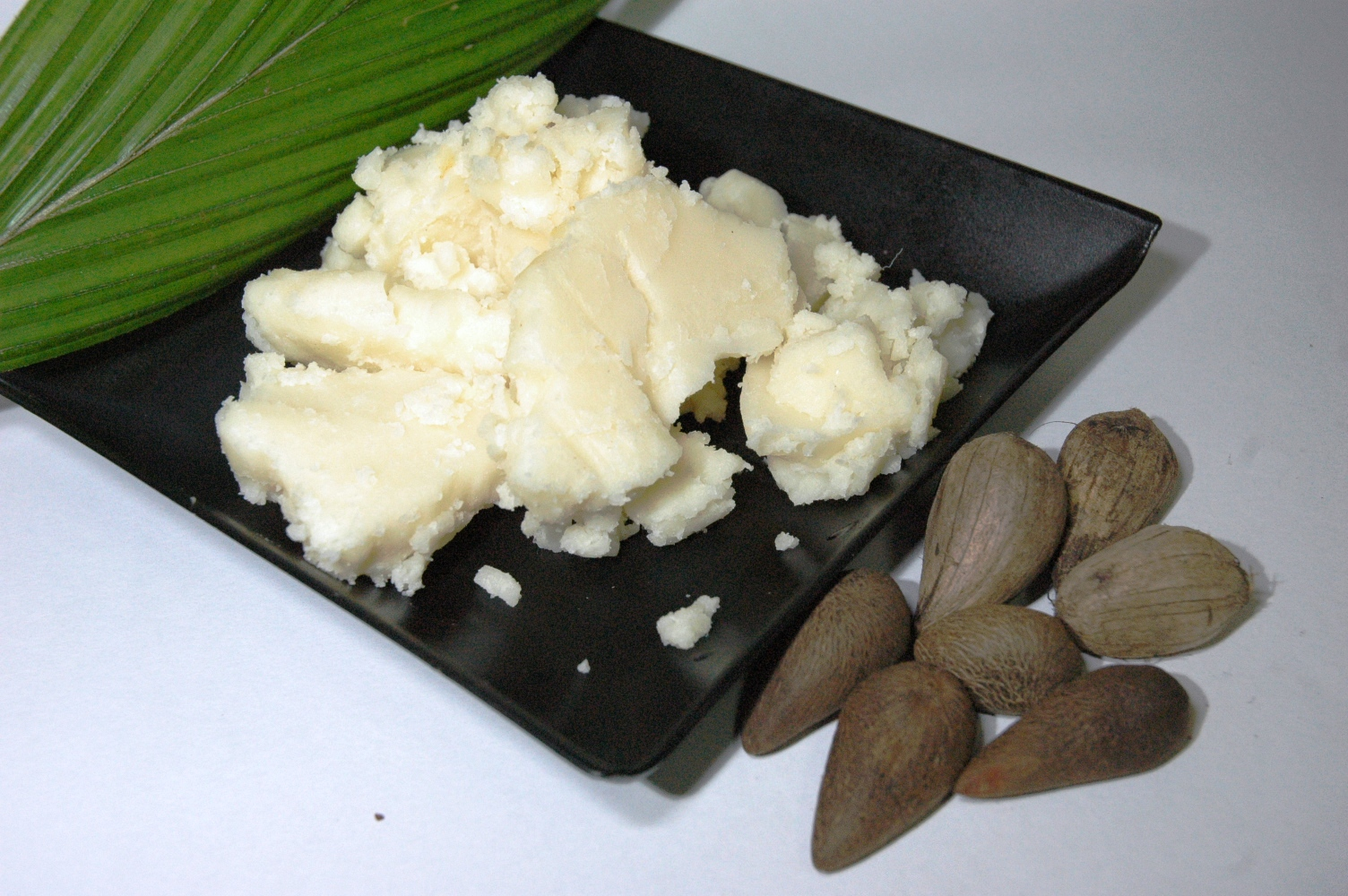
Mantequilla y semillas de murumuru

Las frutas comestibles y nutritivas son una importante fuente de alimento local y los materiales elaborados a partir del árbol, la fruta y las semillas son comercialmente importantes para la región. La grasa de color blanco a amarillento que se obtiene de las semillas de la palma o mantequilla de murumuru es hidratante (emoliente). También forma película y es brillante. Estas cualidades lo hacen muy protector. Contiene vitaminas y tiene un alto contenido en ácido oleico. Se utiliza en pequeñas cantidades en champús (0,5% a 1%) y fórmulas para acondicionadores, cremas, jabones, barras de labios y desodorantes (0,5% a 8%). El aceite de las semillas se utiliza tradicionalmente para suavizar y proteger el cabello. Hamacas son fabricadas de las fibras del tronco.